# Canthidium deyrollei
Canthidium deyrollei är en skalbaggsart som beskrevs av Edgar von Harold 1867. Canthidium deyrollei ingår i släktet Canthidium och familjen bladhorningar. Inga underarter finns listade.